# تولیپ تلکام
تولیپ تلکام (انگلیسی: Tulip Telecom) شرکت مخابرات هندی است، که در سال ۱۹۹۲ تأسیس شد.